# فرانكي كارل
فرانكي كارل (بالإنجليزية: Frankie Carle)‏ هو عازف بيانو وملحن وموسيقي وكاتب أمريكي، ولد في 25 مارس 1903 في بروفيدنس في الولايات المتحدة، وتوفي في 7 مارس 2001 في ميسا في الولايات المتحدة.

## وصلات خارجية
- فرانكي كارل على موقع IMDb (الإنجليزية)
- فرانكي كارل على موقع ميوزك برينز (الإنجليزية)
- فرانكي كارل على موقع ديسكوغز (الإنجليزية)
- فرانكي كارل على موقع قاعدة بيانات الفيلم (الإنجليزية)